# Agalissinos
Agalissinos (Agallissini) é uma tribo de coleópteros da subfamília Cerambycinae. Com apenas seis espécies, em três gêneros com distribuição dos Estados Unidos à Honduras.

## Sistemática
- Ordem Coleoptera
  - Subordem Polyphaga
    - Infraordem Cucujiformia
      - Superfamília Chrysomeloidea
        - Família Cerambycidae
          - Subfamília Cerambycinae
            - Tribo Agallissini (LeConte, 1873)
              - Gênero Agallissus (Dalman, 1823)
              - Gênero Osmopleura (Linsley, 1984)
              - Gênero Zagymnus (LeConte, 1873)